# Esprit parc national
Esprit parc national est une marque créée en 2015 sous laquelle peuvent être commercialisés différents produits et services liés dans les régions proches des parcs nationaux français. Son logo se décline dans les onze différentes couleurs qui distinguent les logos des aire protégées elles-mêmes.
Cette marque est attribuée aux produits et services locaux créés par des acteurs qui s'engagent dans la préservation et la promotion des parcs nationaux français.